# 일본 영화대학
일본 영화대학(일본어: 日本映画大学)는 일본 가나가와현 가와사키시 아사오구에 본부를 둔 일본의 사립 대학이다. 2011년에 설치되었다.

## 개관
이마무라 쇼헤이의 이념을 이어 받아, 학교 법인 카나가와 영상 학원이 운영하는 일본영화학교를 발전 개조하는 형태로 2011년에 개교했다. 일본에서는 처음으로 영화 학부 만의 단과 대학이다.
이념은, 이마무라 쇼헤이가 남긴 말이 사용되고있다.

## 같이 보기
- 일본영화학교

## 참고 문헌
1. ↑  “歴史と沿革” [역사와 연혁] (일본어). 일본영화대학. 2012년 12월 28일에 원본 문서에서 보존된 문서. 2012년 12월 31일에 확인함.

## 공식 사이트
- 일본 영화대학 - 공식 웹사이트 (일본어)
- 일본 영화대학 - 공식 웹사이트 (영어)